# Tatort: Die Guten und die Bösen

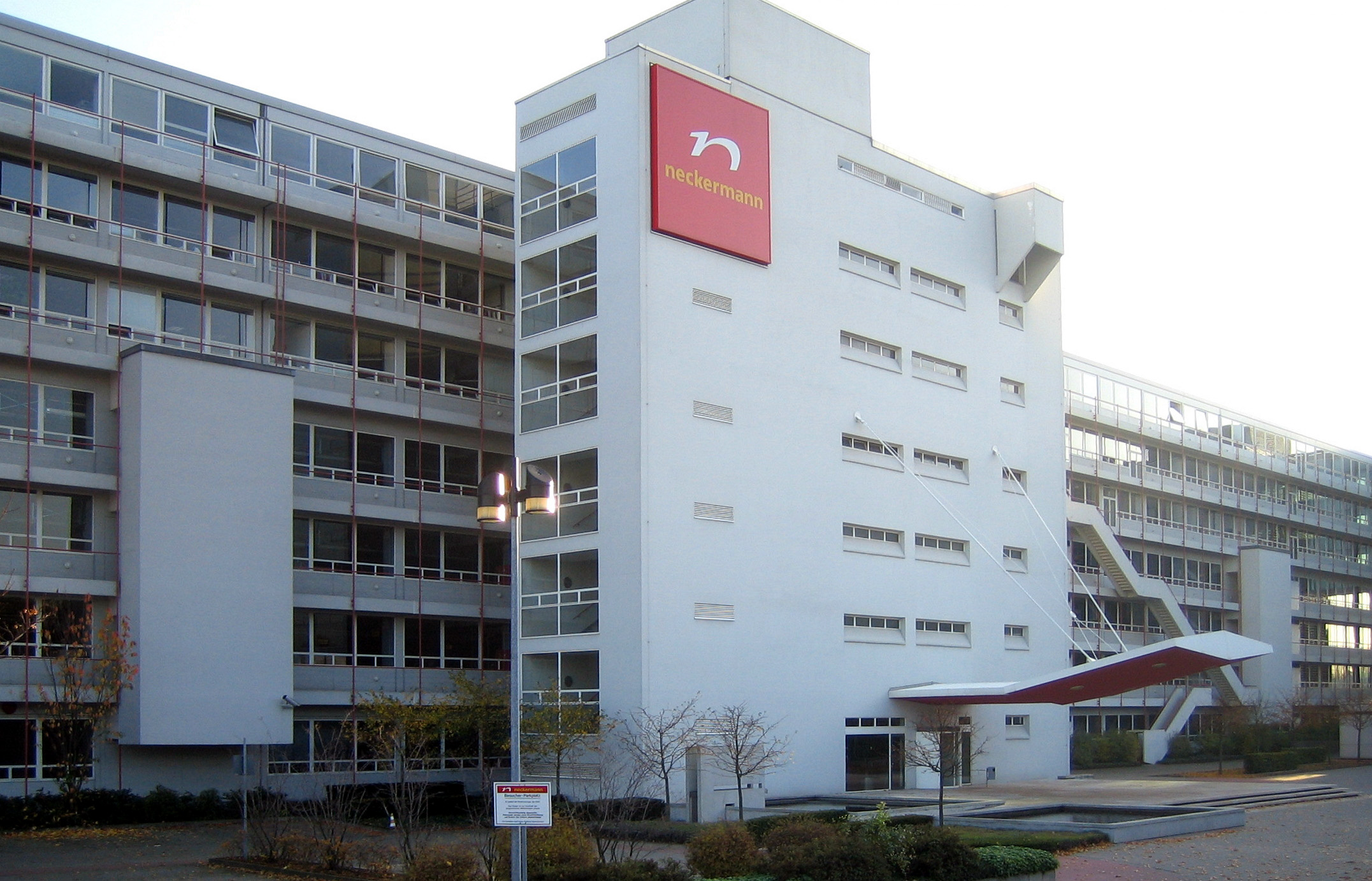
Drehort: Neckermann-Zentrale in Fechenheim

Die Guten und die Bösen ist ein Fernsehfilm aus der Krimireihe Tatort. Der vom Hessischen Rundfunk produzierte Beitrag ist die 1129. Tatort-Episode und wurde am 19. April 2020 im Ersten erstgesendet. Das Frankfurter Ermittlerduo Janneke und Brix ermittelt in seinem elften Fall.

## Handlung
Schwer verkatert, nach einer im Amt durchzechten Nacht, untersuchen Janneke und Brix in einer einsamen Waldhütte den Mord an einem Mann, der offensichtlich schwer gefoltert wurde. Noch am Tatort gesteht Polizeihauptkommissar Ansgar Matzerath, den Mann umgebracht zu haben, da dieser vor sieben Jahren seine Frau fünf Tage lang gefangen gehalten und mehrfach vergewaltigt habe. Die Kollegen versuchen zwar immer wieder, Matzerath Brücken zu bauen zugunsten einer milderen Version des Geschehens. Doch dieser lehnt alle Angebote ab und strebt die volle Bestrafung für seine Tat an. Als Polizist hat er sich Recht und Ordnung verschrieben und fordert daher auch dies gegen ihn einzusetzen. Ebenso beharrt der Staatsanwalt auf korrekten und objektiven Vollzug des Dienstes der Ermittler.
Insofern handelt der „Tatort“ weniger von den Ermittlungen als von der Philosophie der Polizeiarbeit. Schauplatz ist ein Polizeipräsidium im Umbau, in dem still für sich die pensionierte Kommissarin Bronski alte Fälle aufarbeitet, auch den Vergewaltigungsfall Helen Matzerath. Überdies müssen die Polizisten an einem Coaching-Seminar teilnehmen, dessen Sinn sich ihnen nicht unmittelbar erschließt – und auch zur Lösung des Falles nichts beiträgt, abgesehen davon, dass auch der Polizist-und-Täter Matzerath seine Dienstmoral vor einer Videokamera präsentieren darf.

## Hintergrund
Der Film wurde vom 5. März 2019 bis zum 3. April 2019 fast komplett in der Neckermann-Zentrale in Frankfurt-Fechenheim gedreht. Die Premiere fand am 5. September 2019 auf dem Festival des deutschen Films statt. Die Erstausstrahlung erfolgte kurz vor dem ersten Jahrestag des Todes (21. April 2019) von Hannelore Elsner. Am Anfang des Filmes findet sich die Widmung „für Hannelore Elsner“.

## Rezeption

### Kritiken
„In diesem ‚Tatort‘, in dem sie [Hannelore Elsner] in ihrer vorletzten Rolle zu sehen ist, hinterlässt sie noch einmal einen starken Eindruck als unerbittliche Aktenwälzerin und unerschrockene Rechtsphilosophin. Oder genauer: als eine, die nach letzten Wahrheiten sucht, während der Rest des Reviers nur frische Wandfarbe will.“

„Die plakative moralische Herangehensweise würde einem schrecklich auf die Nerven gehen, wenn dieser Film nicht gleichzeitig lustig und total verrückt wäre. Wie zwei Geschmäcker, die man noch nie gleichzeitig im Mund hatte.“

„Nun könnte die Sache als langweiliger, schwermütiger Arthouse-Krimi enden, doch der Film behält Leichtigkeit, Humor und Skurrilität. Komisch und unkonventionell ist allein schon, dass sich der Tatverdächtige frei bewegt, mit den Kommissaren in die Kantine geht, Brix ein sauberes Hemd aus dem Auto holt. Glänzend vor allem die Dialoge, die trotz aller Ernsthaftigkeit niemals in ein steifes Pathos abrutschen oder wie ausgedacht klingen.“

„Klar: An dieser Folge hat ein Drehbuchautor (David Ungureit) monatelang gesessen, über Wünsche von Redaktion und Produktion gestöhnt. Eine Regisseurin (Petra K. Wagner) hat eine ganze Crew über Wochen und Monate domptiert. Dazu großartige Schauspieler:innen wie Margarita Broich und Wolfram Koch, die als Ermittlungsduo diesen furchtbaren Quatsch sprechen müssen. Noch dazu, halten Sie sich fest, ist es einer der letzten Filme, in denen Hannelore Elsner […] mitgespielt hat vor ihrem Tod! Und die ARD bringt diese Folge ausgerechnet zu ihrem ersten Todestag! Mann ey!“

### Einschaltquoten
Die Erstausstrahlung von Die Guten und die Bösen am 19. April 2020 wurde in Deutschland von 9,57 Millionen Zuschauern gesehen und erreichte einen Marktanteil von 26,0 % für Das Erste.